# Letter from America
A Letter from America era uma série semanal de rádio de 15 minutos transmitida pela BBC Radio 4 e seu antecessor, o Home Service e em todo o mundo, através do BBC World Service. Desde sua primeira edição até a última, foi apresentado por Alistair Cooke, que falaria de uma questão tópica nos EUA, unindo diferentes vertentes de observação e anedota e terminando frequentemente com uma nota humorística ou comovente. A série decorreu de 24 de março de 1946 a 20 de fevereiro de 2004, sendo o programa de rádio de fala mais antigo hospedado por um indivíduo na história.

## História
Letter from America teve sua origem no London Letter, uma palestra de 15 minutos para ouvintes americanos sobre a vida na Grã-Bretanha que Cooke gravou durante a década de 1930 enquanto trabalhava como correspondente de Londres da NBC. London Letter chegou ao fim quando Cooke emigrou para a América em 1937, mas não demorou muito para que ele sugerisse à BBC a ideia de continuar com a ideia ao contrário. Um protótipo, Mainly About Manhattan, foi transmitido intermitentemente a partir de outubro de 1938, mas a ideia foi arquivada com o início da Segunda Guerra Mundial em 1939.
O primeiro American Letter foi transmitida em 24 de março de 1946, inicialmente confirmada por apenas 13 parcelas, depois que Cooke deu uma palestra única com esse título na série Sunday Newsletter, em 25 de novembro de 1945. A mudança de título para Letter from America ocorreu. 30 de setembro de 1949. A série durou 2.869 transmissões ao longo de quase 58 anos e reuniu uma enorme audiência, sendo transmitida não apenas na Grã-Bretanha e em muitos outros países da Commonwealth, mas em todo o mundo pelo Serviço Mundial da BBC.
Em 2 de março de 2004, aos 95 anos, seguindo o conselho de seus médicos, Cooke anunciou sua aposentadoria da Letter from America ; ele morreu menos de um mês depois, em 30 de março de 2004, em sua casa na Cidade de Nova Iorque. Cinco anos depois, a BBC Radio 4 estreou em Americana, apontada como a sucessora de Letter from America, porém durou menos de três anos, terminando no outono de 2011.

## Disponibilidade
Uma compilação das transcrições do programa foi publicada em 2004. Os scripts estão disponíveis ao público na Universidade de Boston http://archives.bu.edu/web/alistair-cooke/. Em 2012, a BBC disponibilizou gratuitamente mais de 900 episódios on-line na íntegra. A BBC também transmitiu um documentário de Alvin Hall sobre Letter from America .

Em março de 2014, a BBC anunciou que havia recuperado mais de 650 edições perdidas do programa, gravadas por dois ouvintes, Roy Whittaker na Cornualha e David Henderson em Warwickshire.